# Distrito de Sarcelles
El distrito de Sarcelles es un distrito (en francés arrondissement) de Francia, que se localiza en el departamento de Valle del Oise (en francés Val-d'Oise), de la región de Isla de Francia. Cuenta con 15 cantones y 61 comunas.

## División territorial

### Cantones
Los cantones del distrito de Sarcelles son:
1. Cantón de Domont
2. Cantón de Écouen
3. Cantón de Enghien-les-Bains
4. Cantón de Garges-lès-Gonesse-Est
5. Cantón de Garges-lès-Gonesse-Ouest
6. Cantón de Gonesse
7. Cantón de Goussainville
8. Cantón de Luzarches
9. Cantón de Montmorency
10. Cantón de Saint-Gratien
11. Cantón de Sarcelles-Nord-Est
12. Cantón de Sarcelles-Sud-Ouest
13. Cantón de Soisy-sous-Montmorency
14. Cantón de Viarmes
15. Cantón de Villiers-le-Bel

### Comunas
| 1. Andilly (95014)              | 2. Arnouville-lès-Gonesse (95019)  | 3. Asnières-sur-Oise (95026)     | 4. Attainville (95028)               |
| 5. Baillet-en-France (95042)    | 6. Bellefontaine (95055)           | 7. Belloy-en-France (95056)      | 8. Bonneuil-en-France (95088)        |
| 9. Bouffémont (95091)           | 10. Bouqueval (95094)              | 11. Chaumontel (95149)           | 12. Chennevières-lès-Louvres (95154) |
| 13. Châtenay-en-France (95144)  | 14. Deuil-la-Barre (95197)         | 15. Domont (95199)               | 16. Enghien-les-Bains (95210)        |
| 17. Fontenay-en-Parisis (95241) | 18. Fosses (95250)                 | 19. Garges-lès-Gonesse (95268)   | 20. Gonesse (95277)                  |
| 21. Goussainville (95280)       | 22. Groslay (95288)                | 23. Jagny-sous-Bois (95316)      | 24. Lassy (95331)                    |
| 25. Louvres (95351)             | 26. Luzarches (95352)              | 27. Maffliers (95353)            | 28. Mareil-en-France (95365)         |
| 29. Margency (95369)            | 30. Marly-la-Ville (95371)         | 31. Le Mesnil-Aubry (95395)      | 32. Moisselles (95409)               |
| 33. Montmagny (95427)           | 34. Montmorency (95428)            | 35. Montsoult (95430)            | 36. Noisy-sur-Oise (95456)           |
| 37. Piscop (95489)              | 38. Le Plessis-Gassot (95492)      | 39. Le Plessis-Luzarches (95493) | 40. Puiseux-en-France (95509)        |
| 41. Roissy-en-France (95527)    | 42. Saint-Brice-sous-Forêt (95539) | 43. Saint-Gratien (95555)        | 44. Saint-Martin-du-Tertre (95566)   |
| 45. Saint-Witz (95580)          | 46. Sarcelles (95585)              | 47. Seugy (95594)                | 48. Soisy-sous-Montmorency (95598)   |
| 49. Survilliers (95604)         | 50. Le Thillay (95612)             | 51. Vaudherland (95633)          | 52. Viarmes (95652)                  |
| 53. Villaines-sous-Bois (95660) | 54. Villeron (95675)               | 55. Villiers-le-Bel (95680)      | 56. Villiers-le-Sec (95682)          |
| 57. Vémars (95641)              | 58. Écouen (95205)                 | 59. Épiais-lès-Louvres (95212)   | 60. Épinay-Champlâtreux (95214)      |
| 61. Ézanville (95229)           |                                    |                                  |                                      |